# Mirabel (Ardèche)
Mirabel é uma comuna francesa na região administrativa de Auvérnia-Ródano-Alpes, no departamento de Ardèche. Estende-se por uma área de 19,9 km². Em 2010 a comuna tinha 695 habitantes (densidade: 34,9 hab./km²).